# Michael Lovato
Michael Lovato (* 14. Oktober 1973 in Wilmington) ist ein ehemaliger Duathlet und Triathlet aus den Vereinigten Staaten. 

## Werdegang
Michael Lovato wuchs in Albuquerque auf. 
Er ist seit 2004 verheiratet mit der Triathletin Amanda Lovato (* 1972).
Im November 2011 holte er sich in Mexico seinen dritten Sieg über die Ironman-Langdistanz (3,86 km Schwimmen, 180,2 km Radfahren und 42,195 km Laufen) nach den beiden Erfolgen in 2003 und 2006. 
Seit 2012 tritt er nicht mehr international in Erscheinung.
Er ist als Coach tätig und betreut unter anderem Chris Leiferman.

## Sportliche Erfolge
| Datum/Jahr    | Platz | Wettbewerb                   | Austragungsort       | Zeit     | Bemerkung              |
| ------------- | ----- | ---------------------------- | -------------------- | -------- | ---------------------- |
| 23. Sep. 2012 | 7     | Ironman 70.3 Cozumel         | Cozumel              | 04:01:24 | bei der Erstaustragung |
| 24. Juni 2012 | 1     | Ironman 70.3 Buffalo Springs | Lubbock              | 04:01:15 |                        |
| 18. März 2012 | 4     | Ironman 70.3 San Juan        | San Juan             | 03:57:54 | [ 1 ]                  |
| 15. Jan. 2012 | 3     | Ironman 70.3 Pucón           | Pucón                | 04:07:15 |                        |
| 11. Sep. 2011 | 1     | Ironman 70.3 Muskoka         | Huntsville           | 04:15:40 |                        |
| 14. Aug. 2011 | 3     | Steelhead Ironman 70.3       | Benton Harbor        | 03:20:16 |                        |
| 26. Juni 2011 | 2     | Ironman 70.3 Buffalo Springs | Lubbock              | 04:04:22 | [ 2 ]                  |
| 27. März 2010 | 9     | Ironman 70.3 California      | Oceanside            | 04:08:28 |                        |
| 23. Aug. 2009 | 4     | Ironman 70.3 Timberman       | New Hampshire        | 04:01:29 | [ 3 ]                  |
| 12. Juli 2009 | 1     | Ironman 70.3 Rhode Island    | Narragansett         |          |                        |
| 14. Juni 2009 | 3     | Eagleman Ironman 70.3        | Cambridge (Maryland) | 03:56:50 | [ 4 ]                  |
| 19. Aug. 2007 | 3     | Ironman 70.3 Timberman       | New Hampshire        | 04:05:59 | [ 5 ]                  |
| 18. März 2006 | 6     | Ironman 70.3 California      | Oceanside            | 04:11:33 |                        |

| Datum/Jahr    | Platz | Wettbewerb            | Austragungsort | Zeit     | Bemerkung                                                    |
| ------------- | ----- | --------------------- | -------------- | -------- | ------------------------------------------------------------ |
| 25. Nov. 2012 | 7     | Ironman Mexico        | Cozumel        | 08:37:14 |                                                              |
| 11. Aug. 2012 | 13    | Ironman New York      | New York City  | 08:46:32 |                                                              |
| 27. Nov. 2011 | 1     | Ironman Mexico        | Cozumel        | 08:23:52 | mit neuem Streckenrekord auf der Radstrecke: 4:19:17 Stunden |
| 21. Mai 2011  | 17    | Ironman Texas         | The Woodlands  | 09:03:49 |                                                              |
| 28. Nov. 2010 | 2     | Ironman Mexico        | Cozumel        | 08:22:17 |                                                              |
| 9. Okt. 2010  | 43    | Ironman Hawaii        | Hawaii         | 08:56:03 |                                                              |
| 27. Juni 2010 | 3     | Ironman Coeur d’Alene | Idaho          | 08:41:17 |                                                              |
| 11. Okt. 2008 | 9     | Ironman Hawaii        | Hawaii         |          |                                                              |
| 22. Juni 2008 | 3     | Ironman Coeur d’Alene | Idaho          |          |                                                              |
| 13. Okt. 2007 | 9     | Ironman Hawaii        | Hawaii         |          |                                                              |
| 2007          | 3     | Ironman Coeur d’Alene | Idaho          |          |                                                              |
| 15. Apr. 2007 | 3     | Ironman Arizona       | Tempe          | 08:37:00 |                                                              |
| 21. Okt. 2006 | 18    | Ironman Hawaii        | Hawaii         |          |                                                              |
| 9. Apr. 2006  | 1     | Ironman Arizona       | Tempe          | 08:20:56 |                                                              |
| 9. Apr. 2005  | 2     | Ironman Arizona       | Tempe          | 08:42:48 | zweiter Rang hinter dem Deutschen Faris Al-Sultan            |
| 2005          | 3     | Ironman Coeur d’Alene | Idaho          |          |                                                              |
| 18. Okt. 2003 | 9     | Ironman Hawaii        | Hawaii         |          |                                                              |
| 29. Juli 2003 | 1     | Ironman Coeur d’Alene | Idaho          | 08:41:00 |                                                              |

| Datum/Jahr | Platz | Wettbewerb        | Austragungsort | Zeit | Bemerkung                                      |
| ---------- | ----- | ----------------- | -------------- | ---- | ---------------------------------------------- |
| 2002       | 6     | Powerman Zofingen | Zofingen       |      | Weltmeisterschaft auf der Duathlon-Langdistanz |

(DNF – Did Not Finish)